# Vulcão

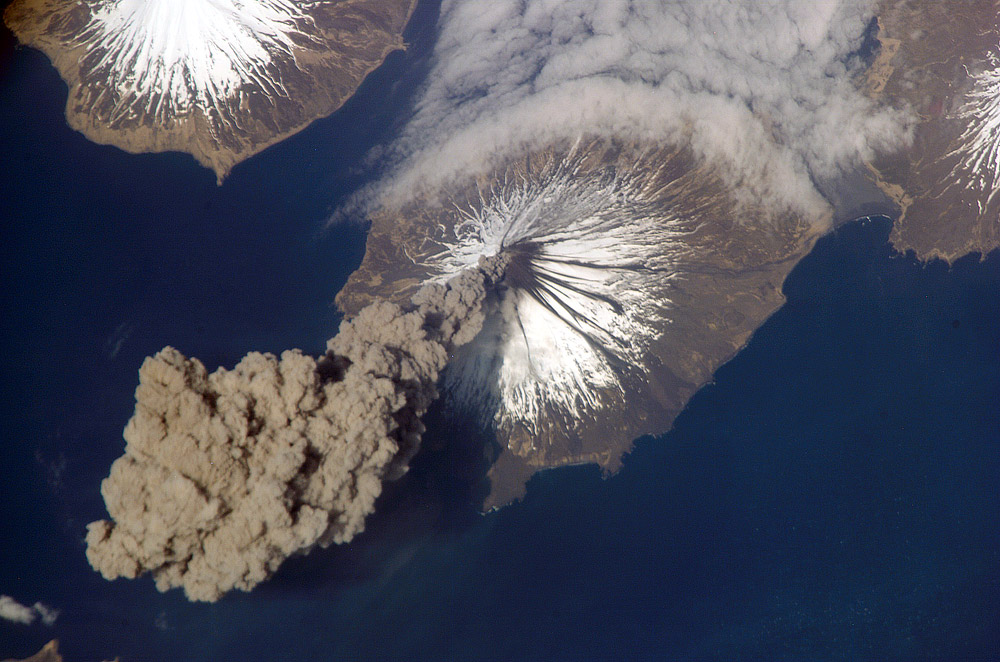
Fotografia tirada a partir Estação Espacial Internacional da erupção do vulcão do Monte Cleveland, nas Ilhas Aleutas, Alasca, Estados Unidos

Vulcão é uma estrutura geológica criada quando o magma, gases e partículas quentes (como cinza vulcânica) "escapam" para a superfície. Eles ejetam altas quantidades de poeira, gases e aerossóis na atmosfera, interferindo no clima. São frequentemente considerados causadores de poluição natural. Tipicamente, os vulcões apresentam formato cónico e montanhoso.
A erupção de um vulcão pode resultar num grave desastre natural, por vezes de consequências planetárias. Tal como outros eventos naturais, as erupções são quase que imprevisíveis e causam danos indiscriminados. Entre outros, tendem a desvalorizar os imóveis localizados em suas vizinhanças, prejudicam o turismo, interrompem o tráfego aéreo e consomem a renda pública e privada em reconstruções. Na Terra, os vulcões tendem formar-se junto das margens das placas tectónicas. Existem excepções quando os vulcões ocorrem em zonas chamadas de hot spots (pontos quentes), que são locais aonde o manto superior atinge altas temperaturas. Os solos nos arredores de vulcões formados de lava arrefecida, tendem a ser bastante férteis para a agricultura.
A palavra "vulcão" deriva do nome do deus do fogo na mitologia romana Vulcano. A ciência que estuda os vulcões é chamada de vulcanologia, e o profissional que atua na área vulcanólogo, que deve ter conhecimento em geofísica, a outros ramos da geologia tais como a petrologia e a geoquímica.

## Tipos de vulcão
Uma das formas de classificação dos vulcões é através do tipo de material que é expelido, o que afeta diretamente a forma do vulcão. Se o magma expelido contém uma elevada percentagem em sílica (superior a 65%) a lava é chamada de félsica ou "ácida" e tem a tendência de ser muito viscosa (pouco fluída) e por isso solidifica rapidamente. Os vulcões com este tipo de lava têm tendência a explodir devido ao fato da lava facilmente obstruir a chaminé vulcânica. O Monte Pelée na Martinica é um exemplo de um vulcão deste tipo.
Quando o magma é relativamente pobre em sílica (conteúdo inferior a 52%) é chamado de máfico ou "básico" e causa erupções de lavas muito fluidas capazes de escorrer por longas distâncias. Um bom exemplo de uma escoada de lava máfica é corrente de lava conhecida como Grande Þjórsárhraun (Thjórsárhraun) originada por uma fissura eruptiva quase no centro geográfico da Islândia há cerca de 8 000 anos. Esta escoada percorreu cerca de 130 quilómetros até ao mar e cobriu uma área com 800 km².

### Vulcão-escudo

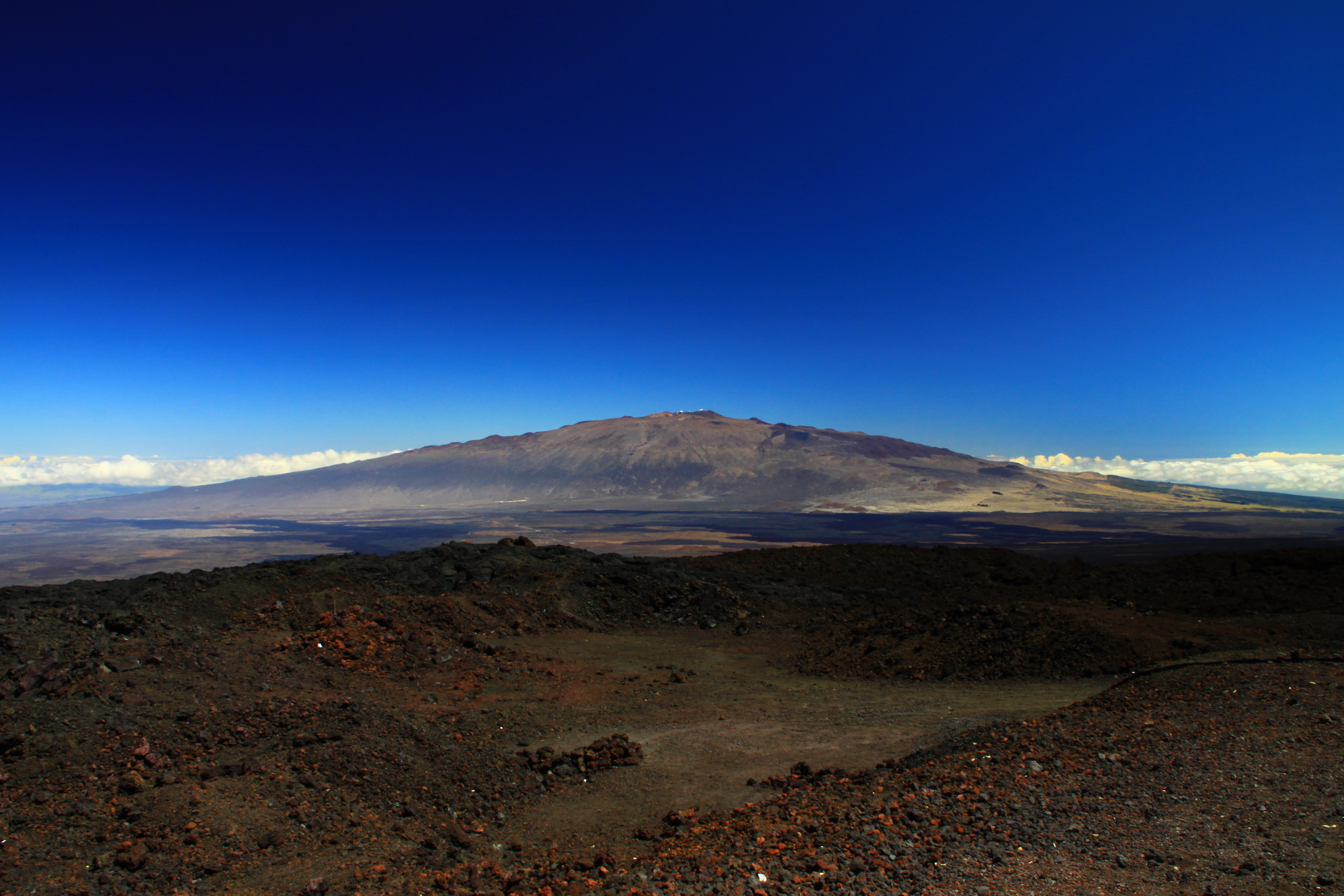
Mauna Kea, exemplo de vulcão-escudo

O Havaí e a Islândia são exemplos de locais onde são encontrados vulcões que expelem enormes quantidades de lava que gradualmente constroem uma montanha larga com o perfil de um escudo. As escoadas lávicas destes vulcões são geralmente muito quentes e fluídas, o que contribui para ocorrerem escoadas longas. O maior vulcão deste tipo na Terra é o Mauna Loa, no Havaí, com 9 000 m de altura (assenta no fundo do mar) e 120 km de diâmetro. O Monte Olimpo em Marte é um vulcão-escudo e também a maior montanha do sistema solar.

### Cones de escórias
É o tipo mais simples e mais comum de vulcões. Esses vulcões são relativamente pequenos, com alturas geralmente menores que 300 metros de altura. Formam-se pela erupção de magmas de baixa viscosidade, com composições basálticas ou intermediárias.

### Estratovulcões

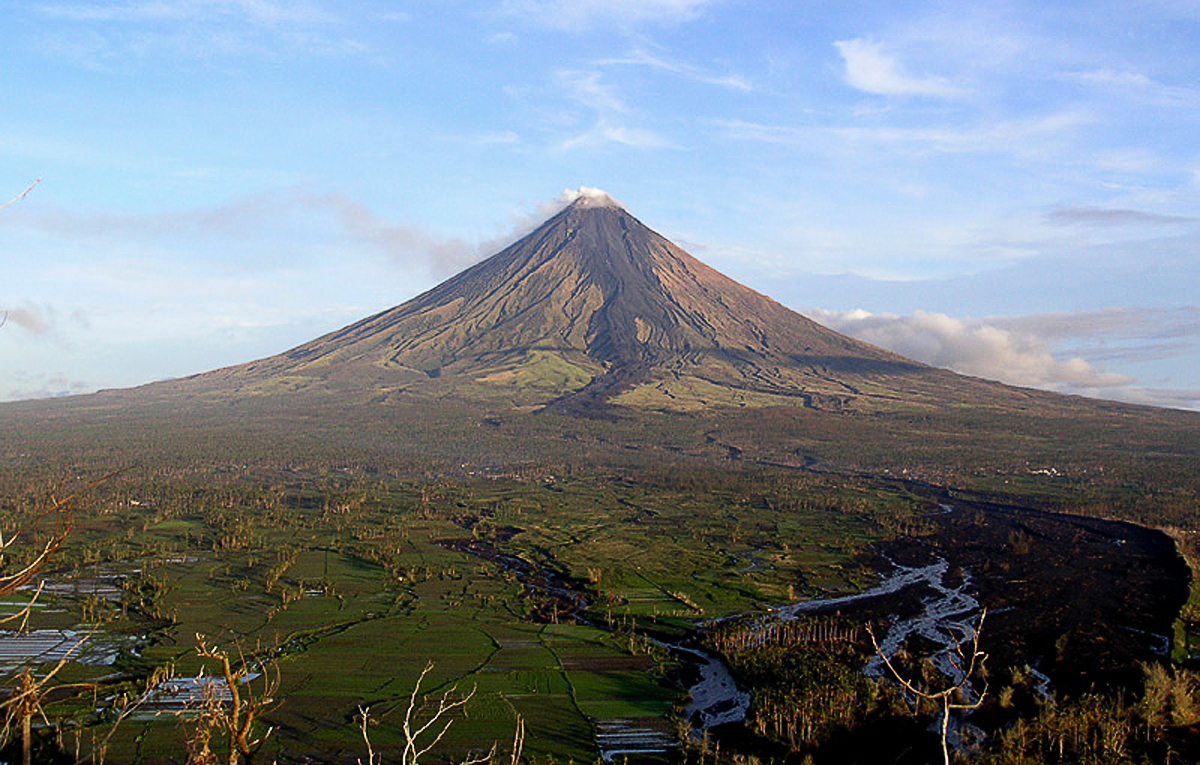
Vulcão Mayon, exemplo de um estratovulcão

Os "estratovulcões" também são chamados de "compostos", são grandes edifícios vulcânicos com longa atividade, forma geral cônica, normalmente com uma pequena cratera no cume e flancos íngremes, construídos pela intercalação de fluxos de lava e produtos piroclásticos, emitidos por uma ou mais condutas, e que podem ser pontuados ao longo do tempo por episódios de colapsos parciais do cone, reconstrução e mudanças da localização das condutas. Alguns dos exemplos de vulcões deste tipo são o Teide na Espanha, o Monte Fuji no Japão, o Cotopaxi no Equador, o Vulcão Mayon nas Filipinas e o Monte Rainier nos Estados Unidos.

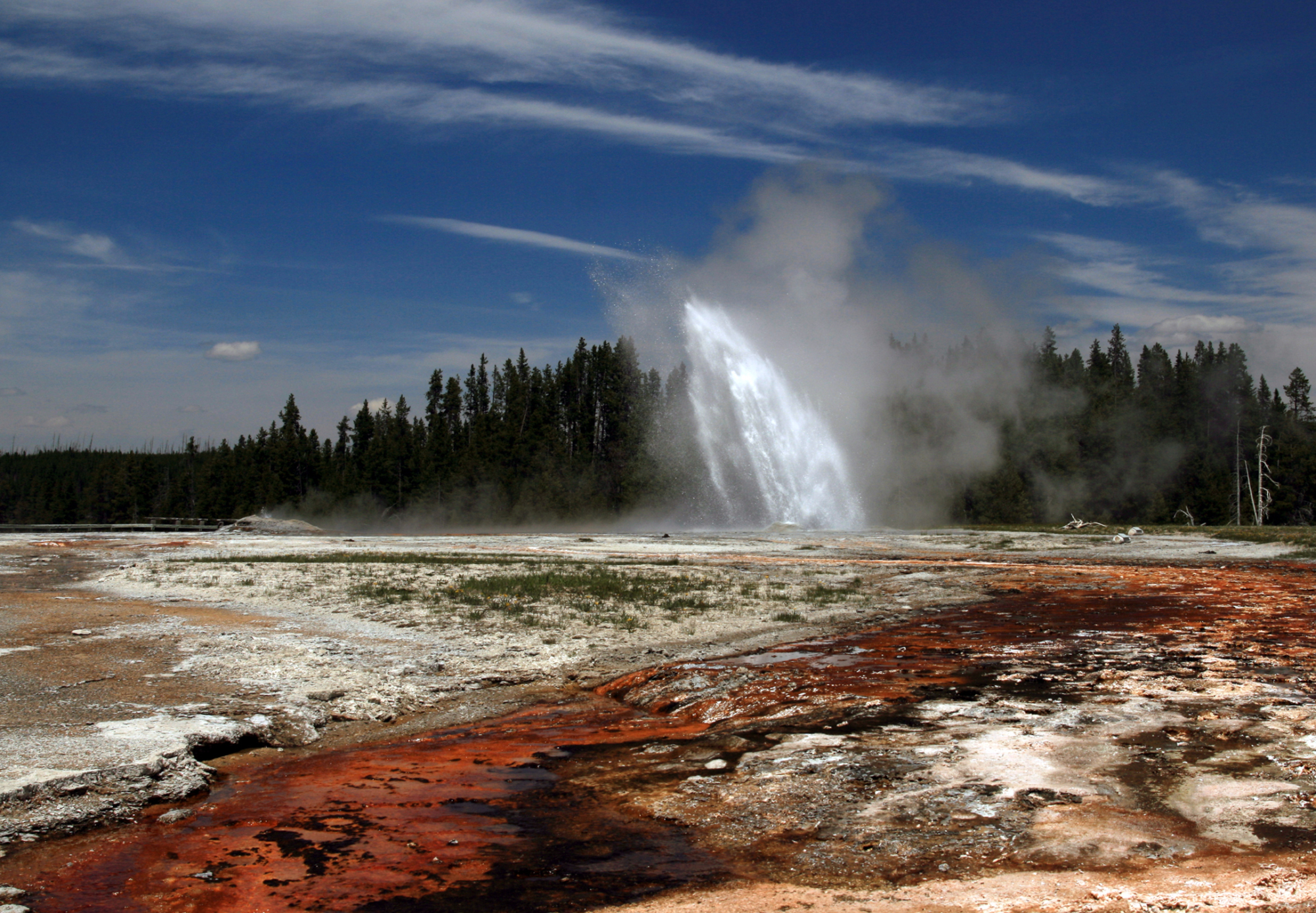
Yellowstone, exemplo de caldeiras ressurgentes

### Caldeiras ressurgentes

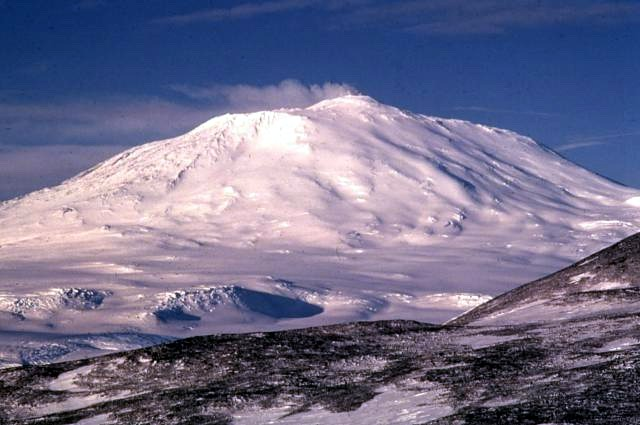
Monte Érebo, exemplo de estratovulcão.

São as maiores estruturas vulcânicas da Terra, possuindo diâmetros que variam entre 15 e 100 km². À parte de seu grande tamanho, caldeiras ressurgentes são amplas depressões topográficas com uma massa elevada central. Exemplos dessas estruturas são a Valles e Yellowstone nos Estados Unidos e Cerro Galan na Argentina. Um grande maciço ígneo a leste da ilha de Luzon, localizado no fundo do mar das Filipinas, representa os restos da maior caldeira conhecida da terra, chamada caldeira Apolaki. A caldeira tem um diâmetro de aproximadamente 150 km, duas vezes o tamanho da caldeira de Yellowstone, no Wyoming.

### Vulcões submarinos
São aqueles localizados abaixo da água. São bastante comuns em certos fundos oceânicos, principalmente na dorsal meso-atlântica. São responsáveis pela formação de novo fundo oceânico em diversas zonas do globo. Um exemplo deste tipo de vulcão é o vulcão da Serreta no Arquipélago dos Açores.

## Vulcanologia
| Secção transversal através de um estratovulcão (escala vertical é exagerada):                                                    | Secção transversal através de um estratovulcão (escala vertical é exagerada):                                                          |
| --- | --- |
| 1. Câmara magmática 2. Rocha 3. Chaminé 4. Base 5. Depósito de lava 6. Fissura 7. Camadas de cinzas emitidas pelo vulcão 8. Cone | 9. Camadas de lava emitidas pelo vulcão 10. Garganta 11. Cone parasita 12. Fluxo de lava 13. Ventilação 14. Cratera 15. Nuvem de cinza |

### Génese dos vulcões
Os movimentos e a dinâmica do magma, tal como a maior parte do interior da Terra, ainda são pouco conhecidos. No entanto é sabido que uma erupção é precedida de movimentos de magma do interior da Terra até à camada externa sólida (crosta terrestre) ocupando uma câmara magmática debaixo de um vulcão. Eventualmente o magma armazenado na câmara magmática é forçado a subir e é extruído e escorre pela superfície do planeta como lava, ou o magma pode aquecer água nas zonas próximas causando descargas explosivas de vapor, pode acontecer também que os gases que se libertam do magma projetem rochas, piroclastos, obsidianas e/ou cinzas vulcânicas. Apesar de serem sempre forças muito poderosas, as erupções podem variar de efusivas a extremamente explosivas.
A maioria dos vulcões terrestres tem origem nos limites destrutivos das placas tectónicas, onde a crosta oceânica é forçada a mergulhar por baixo da crosta continental, dado que esta é menos densa do que a oceânica. A fricção e o calor causados pelas placas em movimento leva ao afundamento da crosta oceânica, e devido à baixa densidade do magma resultante este sobe. À medida que o magma sobe através de zonas de fratura na crosta terrestre, pode eventualmente ser expelido em um ou mais vulcões. Um exemplo deste tipo de vulcão é o Monte Santa Helena nos Estados Unidos, que se encontra na zona interior da margem entre a placa Juan de Fuca que é oceânica e a placa Norte-americana.

### Ambientes tectónicos
Os vulcões encontram-se principalmente em três tipos principais de ambientes tectónicos:

#### Limites construtivos das placas tectónicas

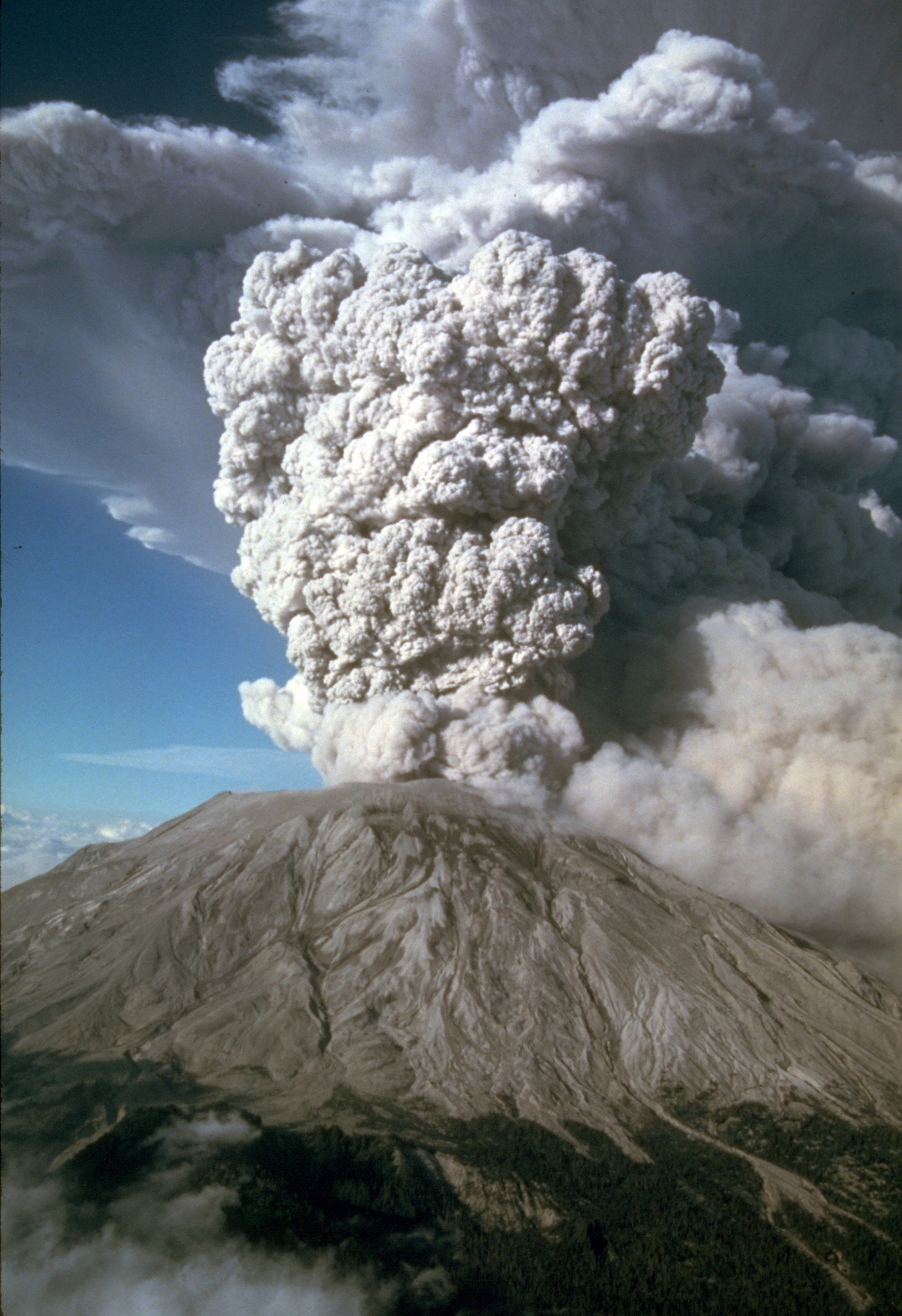
Erupção do Monte Santa Helena em 1980

Este é o tipo mais comum de vulcões na Terra, mas são também os observados menos frequentemente dado que a sua atividade ocorre maioritariamente abaixo da superfície dos oceanos. Ao longo do sistema de riftes oceânicos ocorrem erupções espaçadas irregularmente. A grande maioria deste tipo de vulcões é apenas conhecida devido aos sismos associados às suas erupções, ou ocasionalmente, se navios que passam nos locais onde existem, registam elevadas temperaturas ou precipitados químicos na água do mar. Em alguns locais a atividade dos riftes oceânicos levou a que os vulcões atingissem a superfície oceânica: a Ilha de Santa Helena e a Ilha de Tristão da Cunha no Oceano Atlântico e as Galápagos no Oceano Pacífico, permitindo que estes vulcões sejam estudados em pormenor. A Islândia também se encontra num rifte, mas possui características diferentes das de um simples vulcão.
Os magmas expelidos neste tipo de vulcões são chamados de MORB (do inglês Mid-Ocean Ridge Basalt que significa: "basalto de rifte oceânico") e são geralmente de natureza basáltica.

#### Limites destrutivos das placas tectónicas

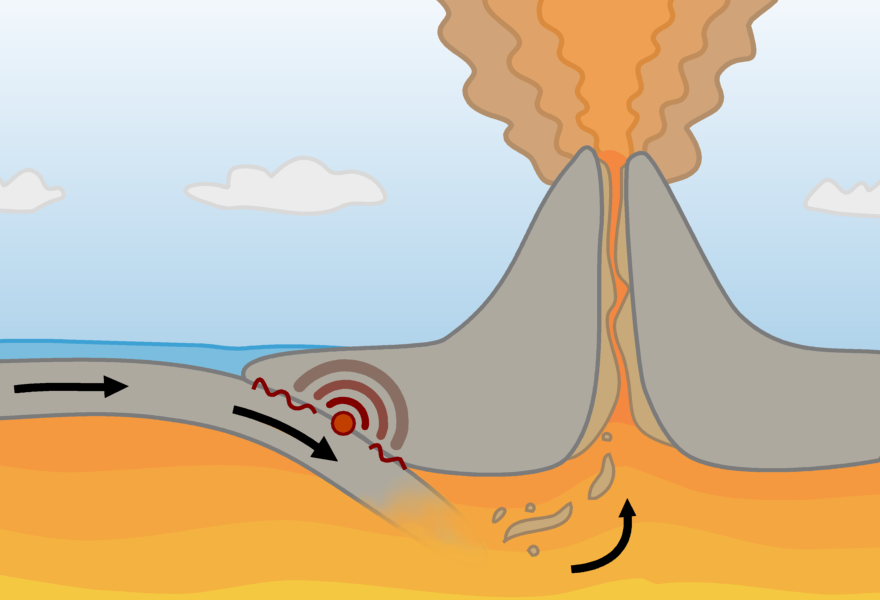
Diagrama de limite destrutivo causando sismos e uma erupção vulcânica

Estes são os tipos de vulcões mais visíveis e bem estudados. Formam-se acima das zonas de subducção onde as placas oceânicas mergulham debaixo das placas terrestres. Os seus magmas são tipicamente "calco-alcalinos" devido a serem originários das zonas pouco profundas das placas oceânicas e em contacto com sedimentos. A composição destes magmas é muito mais variada do que a dos magmas dos limites construtivos.

#### Hot spots(pontos quentes)
Os vulcões de hot spots são originalmente vulcões que não poderiam ser incluídos nas categorias acima referidas. Os hot spots referem-se a situação específica de uma pluma isolada de material quente do manto que intercepta a zona inferior da crosta terrestre (oceânica ou continental), conduzindo à formação de um centro vulcânico que não se encontra ligado a um limite de placa. O exemplo clássico é a cadeia havaiana de vulcões e montes submarinos. O Yellowstone é também tido como outro exemplo, sendo a intercepção neste caso com uma placa continental.
A Islândia e os Açores são por vezes citados como outros exemplos, mas bastante mais complexos devido à coincidência do rift médio Atlântico com um hot spot. Não há unanimidade acerca do conceito de hot spot, uma vez que os vulcanólogos não são consensuais sobre a origem das plumas "quentes do manto", se as mesmas têm origem no manto superior ou no manto inferior. Estudos recentes levam a crer que vários subtipos de hot spots irão ser identificados.

#### Previsão de erupções

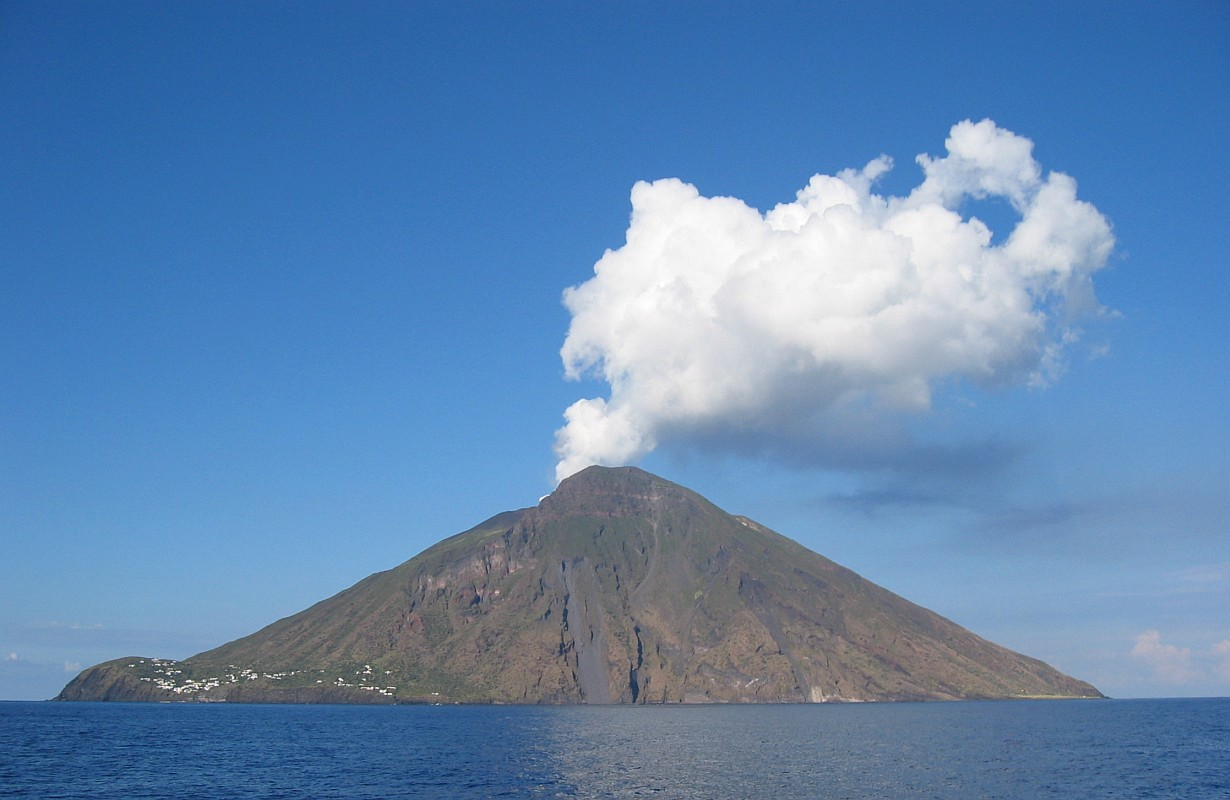
Erupção do vulcão Stromboli, na costa da Sicília, Itália

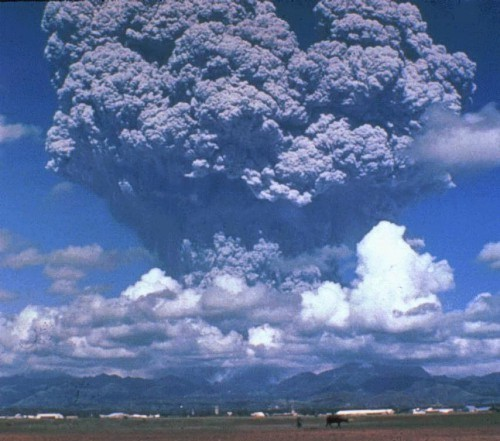
Jatos de cinza vulcânica lançados a uma altura de 19 km durante a erupção explosiva do Pinatubo, em 1991, nas Filipinas

A ciência ainda não é capaz de prever com certeza absoluta quando um vulcão irá entrar em erupção, progressos têm sido feitos no cálculo das probabilidades de um evento ter lugar ou não num espaço de tempo relativamente curto. Os seguintes fatores são analisados de forma a ser possível prever uma erupção:
Sismicidade
Microssismos e sismos de baixa magnitude ocorrem sempre que um vulcão "acorda" e a sua entrada em erupção se aproxima no tempo. Alguns vulcões possuem normalmente atividade sísmica de baixo nível, mas um aumento significativo desta mesma atividade poderá preceder uma erupção. Outro sinal importante é o tipo de sismos que ocorrem. A sismicidade vulcânica divide-se em três grandes tipos: tremores de curta duração, tremores de longa duração e tremores harmónicos:
- Os tremores de curta duração são semelhantes aos sismos tectónicos. São resultantes da fraturação da rocha aquando de movimentos ascendentes do magma. Este tipo de sismicidade revela um aumento significativo da dimensão do corpo magmático próximo da superfície;
- Os tremores de longa duração indicam um aumento da pressão de gás na estrutura do vulcão. Podem ser comparados ao ruído e vibração que por vezes ocorre na canalização em casas. Estas oscilações são o equivalente às vibrações acústicas que ocorrem no contexto de uma câmara magmática de um vulcão;
- Os tremores harmónicos acontecem devido ao movimento de magma abaixo da superfície. A libertação contínua de energia deste tipo de sismicidade contrasta com a libertação contínua de energia que ocorre num sismo associado ao movimento de falhas tectónicas.

Os padrões de sismicidade são geralmente complexos e de difícil interpretação. No entanto, um aumento da atividade sísmica num aparelho vulcânico é preocupante, especialmente se sismos de longa duração se tornam muito frequentes e se tremores harmónicos ocorrem.
Emissões gasosas

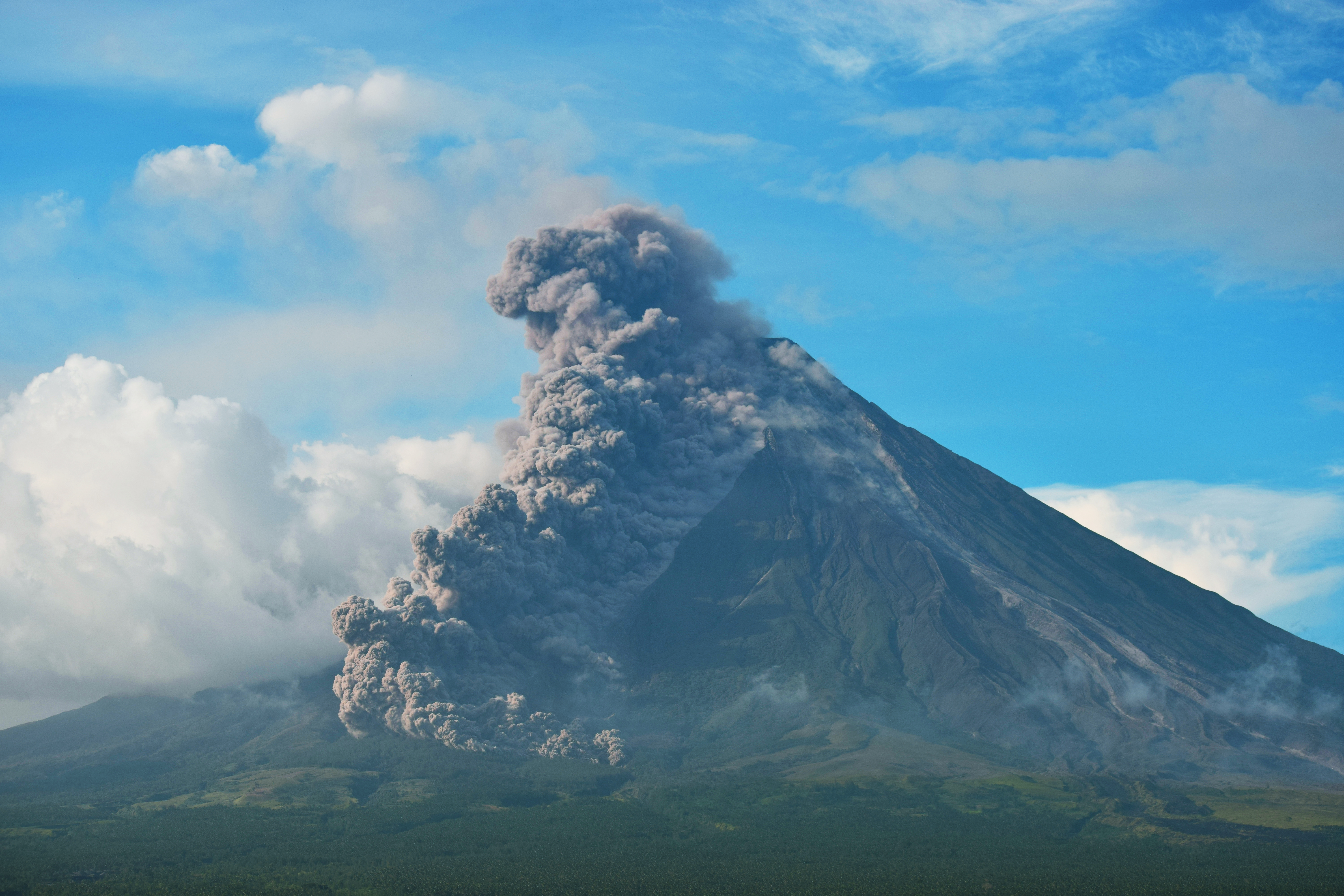
Erupção do Vulcão Mayon, Legazpi, Filipinas

À medida que o magma se aproxima da superfície a sua pressão diminui, e os gases que fazem parte da sua composição libertam-se gradualmente. Este processo pode ser comparado ao abrir de uma lata de um refrigerante com gás, quando o dióxido de carbono escapa. O dióxido de enxofre é um dos principais componente dos gases vulcânicos, e o seu aumento precede a chegada de magma próximo da superfície. Por exemplo, a 13 de maio de 1991, 500 toneladas de dióxido de enxofre foram libertadas no Monte Pinatubo nas Filipinas. As emissões de dióxido de enxofre chegaram num curto espaço de tempo às 5 000 toneladas. O Monte Pinatubo entrou em erupção a 12 de junho de 1991.[carece de fontes?]

### Deformação do terreno
A deformação do terreno na área do vulcão significa que o magma encontra-se acumulado próximo da superfície. Os cientistas monitorizam os vulcões activos e medem frequentemente a deformação do terreno que ocorre no vulcão, tomando especial cuidado com a deformação acompanhada de emissões de dióxido de enxofre e tremores harmónicos, sinais que tornam bastante provável um evento iminente.

### Padrão de sons de baixa frequência
Pesquisadores dizem que repetidos padrões incomuns de sons de baixa frequência estão ligados à geometria única do interior de sua cratera. Identificando a distinta "voz" de vários vulcões pode ajudar os cientistas a prever melhor as mudanças dentro das crateras, incluindo aquelas que predizem uma erupção.

## Erupções
- Erupções freáticas (vapor).[18]

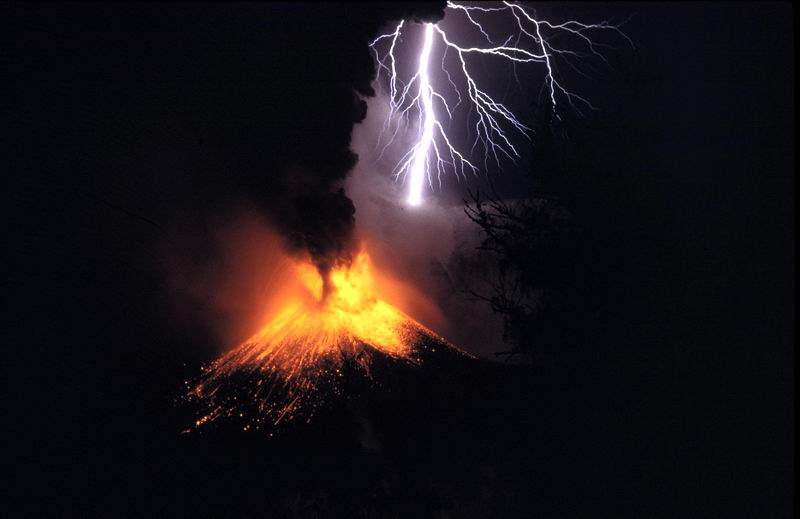
Indonésia-Lombok: Erupção do Monte Rinjani registrada em 1994

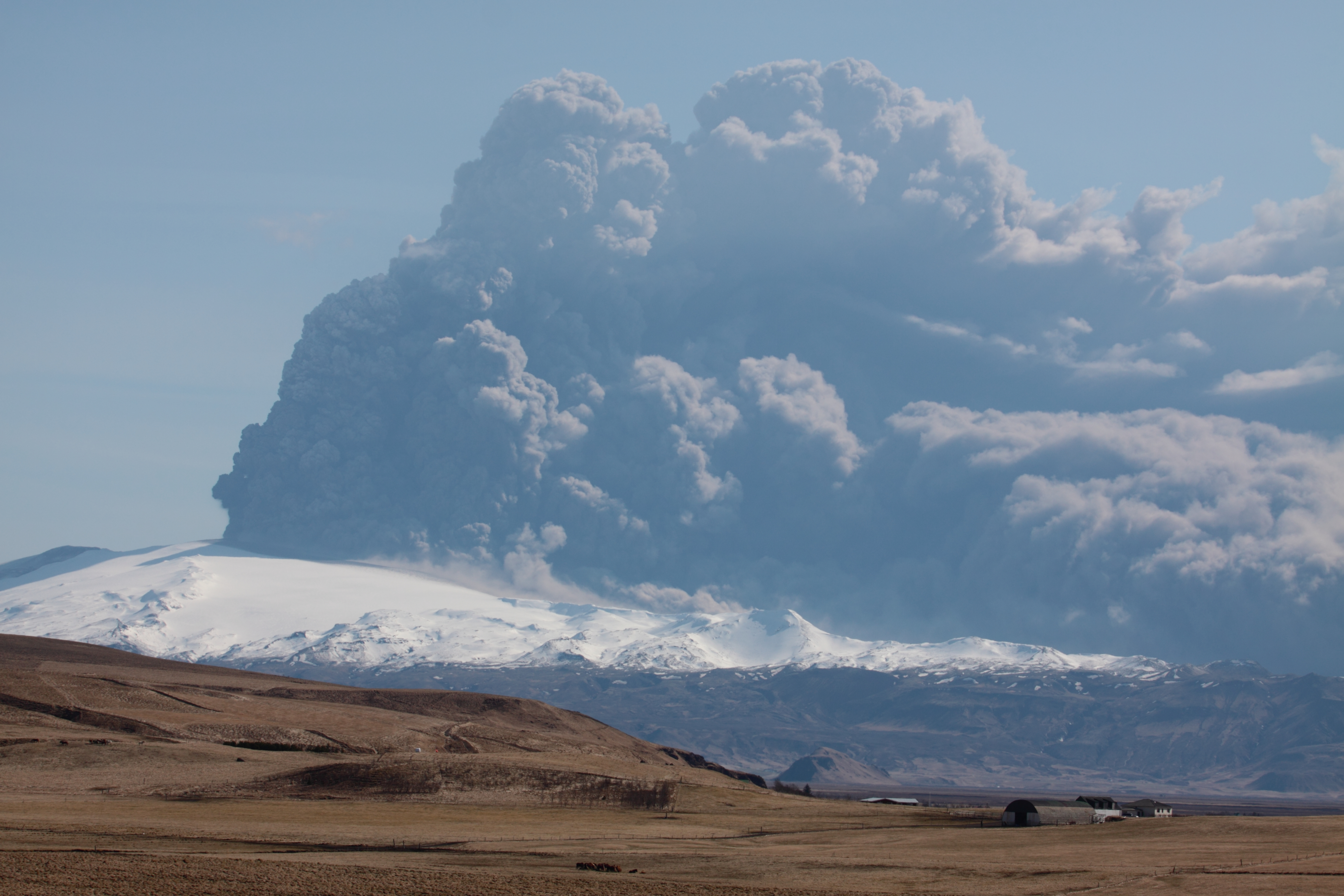
Erupção do vulcão Eyjafjallajökull na Islândia em 2010, que causou atrasos de voos em várias partes da Europa

- Erupções explosivas de lava rica em sílica (p.e. riólito).
- Erupções efusivas de lava pobre em sílica (p.e. basalto).
- Lahars.
- Emissões de dióxido de carbono.

Todas estas atividades podem ser um perigo potencial para o ser humano. Além da atividade vulcânica  muitas vezes ser acompanhada por sismos, águas termais, fumarolas e gêisers, entre outros fenómenos. As erupções vulcânicas são frequentemente precedidas por sismos de magnitude pouco elevada.

### Atividade

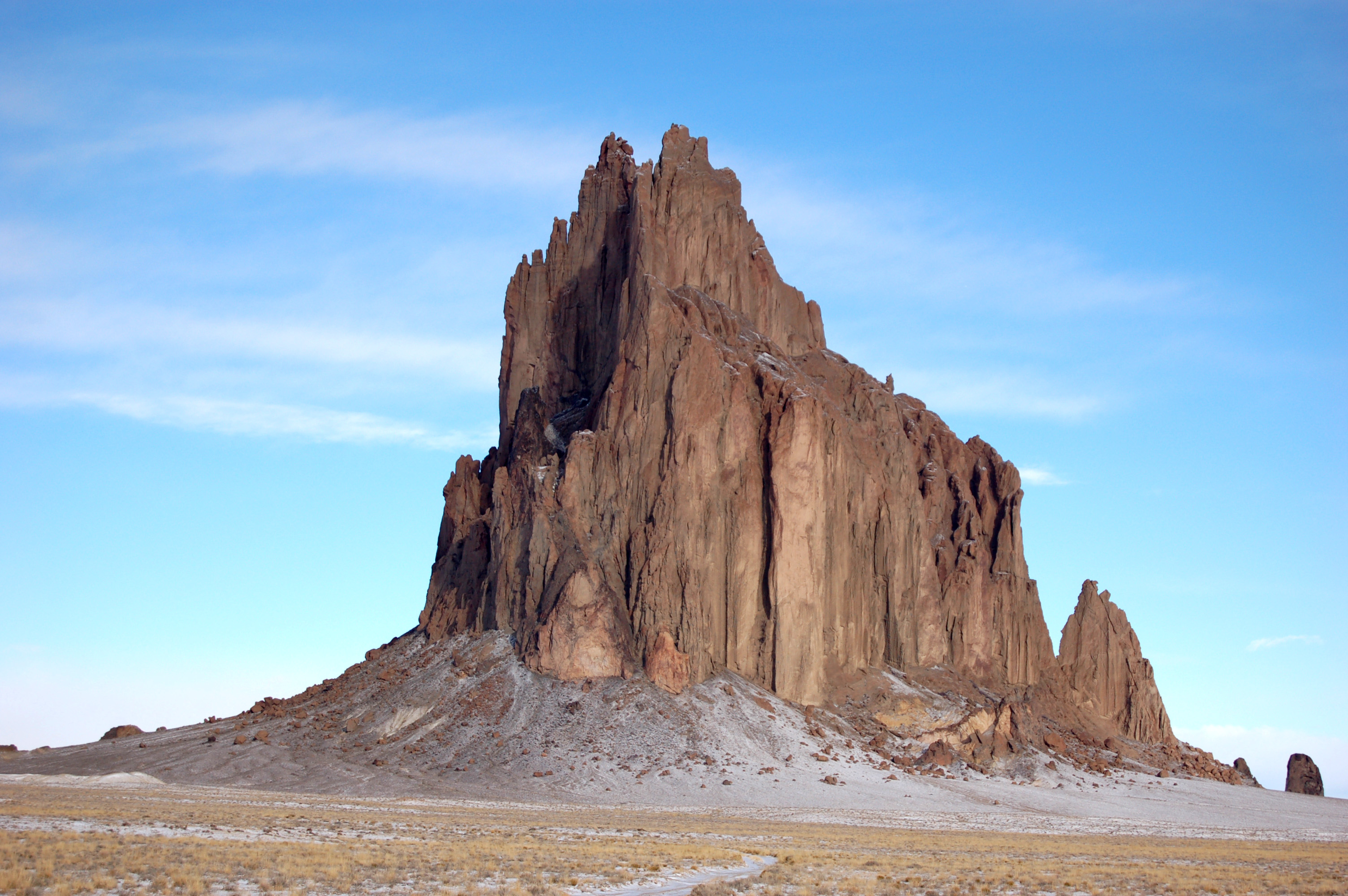
Shiprock, erosão remanescente da garganta de um vulcão extinto

Não existe um consenso entre os vulcanologistas para definir o que é um vulcão "ativo". O tempo de vida de um vulcão pode ir de alguns meses até alguns milhões de anos. Por exemplo, em vários vulcões na Terra ocorreram várias erupções nos últimos milhares de anos mas atualmente não dão sinais de atividade.
Alguns cientistas consideram um vulcão ativo quando está em erupção ou mostra sinais de instabilidade, nomeadamente a ocorrência pouco usual de pequenos sismos ou novas emissões gasosas significativas. Outros consideram um vulcão ativo aquele que teve erupções históricas. É de salientar que o tempo histórico varia de região para região. Enquanto que no Mediterrâneo este pode ir até 3 000 anos atrás, no Pacífico Noroeste dos Estados Unidos vai apenas até 300 anos atrás.
Vulcões dormentes são considerados aqueles que não se encontram atualmente em atividade (como foi definido acima) mas que poderão mostrar sinais de perturbação e entrar de novo em erupção.
Os vulcões extintos são aqueles que os vulcanólogos consideram pouco provável que entrem em erupção de novo, mas não é fácil afirmar com certeza que um vulcão está realmente extinto. As caldeiras têm tempo de vida que pode chegar aos milhões de anos, logo é difícil determinar se um irá voltar ou não a entrar em erupção, pois estas podem estar dormentes por vários milhares de anos.
Por exemplo a caldeira de Yellowstone, nos Estados Unidos, tem pelo menos 2 milhões de anos e não entrou em erupção nos últimos 640 000 anos, apesar de ter havido alguma atividade há cerca de 70 000 anos. Por esta razão os cientistas não consideram a caldeira de Yellowstone um vulcão extinto. Esta caldeira é considerada um vulcão bastante ativo devido à atividade sísmica, geotermia e à elevada velocidade do levantamento do solo na zona.

## Distribuição

### Vulcões na Terra
É estimado que cerca de 10 000 vulcões entraram em atividade nos últimos 2 milhões de anos. Atualmente cerca de 500 podem ser considerados ativos, dos quais 20 deles são muito ativos. Na lista parcial abaixo estão alguns deles:

### Sistema solar

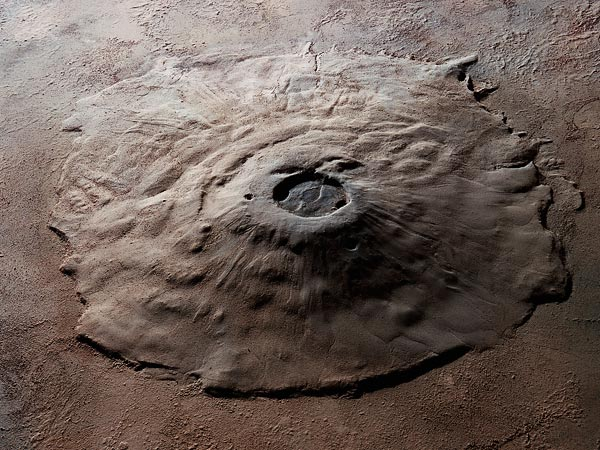
Monte Olimpo em Marte, o maior vulcão do Sistema Solar, com altura estimada entre 22 e 29 quilômetros

Erupção do vulcão Tvashtar em Io, lua de Júpiter

A Lua não possui grandes vulcões e não é geologicamente ativa, mas nela existem várias estruturas vulcânicas.
O planeta Vénus é geologicamente ativo, sendo cerca de 90% da sua superfície constituída por basalto o que leva a crer que o vulcanismo desempenha um papel importante na modelagem da superfície volumosa do planeta. As escoadas lávicas estão bastante presentes e muitas das estruturas da superfície de Vénus são atribuídas a formas de vulcanismo que não se encontram na Terra. Outros fenómenos do planeta Vénus são atribuídos a erupções vulcânicas, tais como as mudanças na atmosfera do planeta e a observação de relâmpagos.
No planeta Marte existem vários vulcões extintos, sendo quatro dos quais grandes vulcões-escudo, largamente maiores do que qualquer um existente na Terra:
- Monte Arsia;
- Monte Ascraeus;
- Hecates Tholus;
- Monte Olimpo;
- Monte Pavonis.

Estes vulcões encontram-se extintos há vários milhões de anos, mas a sonda europeia Mars Express encontrou indícios de que poderiam ter ocorrido erupções vulcânicas num passado recente em Marte.
Uma das luas de Júpiter, Io, é o corpo mais vulcânico de todo o sistema solar devido à interação de forças com Júpiter. Esta lua está coberta de vulcões que expelem enxofre, dióxido de enxofre e rochas ricas em sílica, o que leva a que a sua superfície esteja constantemente a ser renovada. As suas lavas são as mais quentes que se conhecem no sistema solar, com temperaturas que podem ultrapassar os 1 500 °C. Em fevereiro de 2001 a maior erupção de que há registo no sistema solar ocorreu em Io.